# Ра-Хорахте
Ра-Хорахте (устар. Ра-Горахти) — синкретическое божество Солнца в древнеегипетской мифологии, смешение образов богов Ра и Гор-ахти (Хора).

## Изображение и значение
Ра-Хорахте изображался как правило в виде стоящего или сидящего мужчины с красноватым цветом кожи и головой сокола, над которой были видны солнечный диск и священный знак урея. На некоторых изображениях он предстаёт с головой барана и солнечным диском над ней (храм мёртвых фараона Сети I в Абидосе), либо с львиной, кошачьей или соколиной головой с бараньими рогами или солнечным диском.

## Значение
Образом Ра-Горахти воплощается поднимающийся с Востока солнечный бог. Это собственное имя бога Ра, почитаемого в Гелиополисе. Именно из Гелиополиса его место в древнеегипетской религии определилось как «Повелитель мира». Ра из Гелиополиса был признан в храмах Эдфу как равный богу Гору. Фараон Эхнатон являлся верховным жрецом Ра-Горахти. При введении общеегипетского культа бога Атона Эхнатон в его первом «учащем имени» описывает Атона привычным образом Ра-Горахти.

## Места поклонения
Около 2445 года до н. э. впервые встречается воплощение божеств Ра и Гора в едином образе в храме Солнца в Абусире. Кроме этого, культ Ра-Горахти почитался в большом храме Абу-Симбела, а также в храмах Вади-эс-Себуа, Амада, Дерра.